# Вальдемар Матисик
Вальдемар Юзеф Матисик (пол. Waldemar Józef Matysik; нар. 27 вересня 1961, Станіца Велька, Польща) — польський футболіст, виступав на позиції опорного півзахисника. Виступав за збірну Польщі. Бронзовий призер чемпіонату світу 1982 року.

## Клубна кар'єра
Вальдемар Матисик розпочав свою кар'єру в клубі «Гурник» з Забже в 1978 році. У тому сезоні «Гурник» піднявся з другої ліги Польщі у вищу лігу. З 1985 по 1987 рік «Гурник» тричі поспіль ставав чемпіоном Польщі. Після третього чемпіонства Матисик покинув рідну команду і перебрався до французького «Осера». За три сезони у Франції Матисик допоміг своєму клубу дійти до півфіналу кубка Франції й чвертьфіналу кубка УЄФА. У 1990 році Матисик змінив Францію на Німеччину перейшовши в «Гамбург». У «Гамбурзі» Вальдемар також відіграв три сезони, був гравцем основного складу, після чого перейшов до клубу Другої Бундесліги «Вупперталер». Однак команда понизилася в класі й Вальдемпр змінив команду. Вже як гравець універсального плану перейшов до «Віссена». Наприкінці 1995 року зробив спробу повернутися до професіонального футболу, підписавши контракт з «Рот-Вайс» з Ессена. Один сезон відіграв у Регіоналлізі, а ще один — у Другій Бундеслізі. Команду залишив у 1997 році. А наступного року у футболці аматорського колективу «Германія» (Віндбек) завершив кар'єру футболіста.

## Кар'єра в збірній
До дебюту в головній збірній Польщі Вальдемар Матисик виступав за юнацьку збірну Польщі U-18, у складі якої, в 1980 році брав участь в юніорському турнірі УЄФА. На тому турнірі поляки дійшли до фіналу поступившись в ньому англійцям.
У збірної Польщі Вальдемар Матисик дебютував 19 листопада 1980 року в товариському матчі зі збірною Алжиру, завершився перемогою поляків з рахунком 5:1. У 1982 році Матисик відправився на чемпіонат світу, він зіграв у шести матчах своєї збірної, пропустивши лише поєдинок з камерунцями. На тому чемпіонаті поляки завоювали бронзові медалі, обігравши в матчі за третє місце збірну Франції з рахунком 3:2. У 1986 році Матисик взяв участь у своєму другому чемпіонаті світу. Поляки вийшли з групи, але вибули на стадії 1/8 фіналу, а сам Вальдемар взяв участь у трьох матчах. Востаннє за збірну Матисик зіграв 3 червня 1989 року в відбірковому матчі чемпіонату світу 1990 року зі збірною Англії, той матч завершився поразкою поляків з рахунком 0:3. Всього ж за збірну Вальдемар Матисик зіграв 55 матчів, з них 6 — провів як капітан.

## Кар'єра тренера
По завершенні футбольної кар'єри пройшов тренерські курси в Німеччині. До 2005 року очолював клуб німецької оберліги «Нойнкірген», на чолі якого зумів здобути вирішальні перемоги проти ФК «Леверкузен» (2:0) та «Віпперфюртом» (5:0), завдяки чому його команда уникла пониження в класі. З червня 2010 року тренував «Брюсер» (Берг).
1 січня 2013 року Вальдемар Матисик був призначений головним тренером клубу «Фортуна» (Бонн).
З 2014 року очолює клуб видатних гравців збірної.

## Досягнення

### Командні
«Гурник» (Забже)
- Екстракляса
  -  Чемпіон (6): 1985, 1986, 1987

- Польська футбольна перша ліга
  -  Чемпіон (1): 1979

- Кубок Польщі
  -  Фіналіст (1): 1986

збірна Польщі
- Чемпіонат світу
  -  Бронзовий призер (1): 1982

## Статистика

### У збірній
Загалом: 55 матчів; 25 перемог, 13 нічиїх, 17 поразок.